# Batalla de al-Harra
La batalla de al-Harra (en árabe, وقعة الحرة) formó parte de la Segunda Fitna, y sucedió en un desierto cerca de Medina en el año 683. Desde ese momento en adelante, este lugar fue conocido como la Harra por excelencia.

## Antecedentes
Durante el gobierno de Muawiya I, algunos alawíes rehusaron prestar juramento al presunto heredero Yazid I, y ya con la muerte del califa, en el 680, ratificaron la no aceptación de Yazid, encabezados por Husayn ibn Ali. Para escapar de las persecuciones omeyas los alawíes huyeron a La Meca. Tras la muerte de Hussayn en la batalla de Kerbala, Abd Allah ibn al-Zubayr empezó a reclutar partidarios, y una tropa encabezada por Múslim ibn Uqba al-Murrí fue enviada a Medina para poner fin a la actividad rebelde. Abd-Al·lah entonces proclamó la deposición de Yazid, y Ansar lo secundó yéndose de Medina, la cual tomó Abd-Al·lah ibn Hàndhala deponiendo al gobernador omeya, y los coraichitas de la ciudad que tomó Abd-Al·lah ibn Mutí.

## La batalla
Yazid I envió contra los rebeldes a Múslim ibn Uqba al-Murrí con un ejército sirio de doce mil hombres que derrotó a los medineses  en al Harra el 27 de agosto de 683, y saqueó la ciudad durante tres días.

## Consecuencias
Múslim ibn Uqba al-Murbí murió poco después, cuando se dirigía a atacar a Abd-Al·lah ibn az-Zubayr, que estaba en La Meca. El 24 de septiembre de 683, el nuevo comandante, Haseen ibn Numayr al-Sakooni inició el asedio que levantó al cabo de 64 días (el 23 de noviembre), al enterarse de la muerte de Yazid I (el 11 de noviembre de 683, a los 36 años).